# Херман Кестен
Херман Кестен (на немски: Hermann Kesten) е немски писател и публицист, автор на романи, разкази, пиеси, биографии, стихотворения и есета.

## Биография
Херман Кестен е син на търговец-евреин и израства в Нюрнберг. Баща му е преселник от Изток и умира през 1918 г. във военнополеви лазарет в Люблин, Полша.
През 1919 г. Кестен полага матура в хуманитарната кралска гимназия в Нюрнберг и започва да следва право и стопански науки, а после история, германистика и философия в Ерланген и Франкфурт на Майн. Пише, но не завършва докторска теза върху Хайнрих Ман. През 1923 г. прекъсва следването си.
От 1923 до 1926 г. работи във вехтошарския магазин на майка си. През 1926 г. публикува новелата си „Напразно бягство“ („Vergebliche Flucht“) във „Frankfurter Zeitung“. След това предприема пътувания из Европа и Северна Африка.

## Творчество
Като писател Херман Кестен е сред основните представители на литературното направление „Нова предметност“ (Neue Sachlichkeit) в Германия през 20-те години на XX век.
Кестен остава в литературната история като страстен застъпник на млади писателски таланти (наричат го „приятел на поетите“ – „Freund der Dichter“). Поради еврейския си произход и политическите си възгледи е принуден да емигрира през 1933 г. във Франция, а през 1940 г. – в Съединените щати. Там се изявява като спасител и поддръжник на многобройни преследвани от нацизма хора на изкуството. Стефан Цвайг го нарича „бранител на всички разпръснати по света“.
В годините след войната Кестнер предизвиква бурни дебати като борбен и ангажиран президент на ПЕН клуба и взима живо участие в литературния живот на Федералната република.

### Романи
- Josef sucht die Freiheit, 1927
- Ein ausschweifender Mensch. Das Leben eines Tölpels, 1929
- Glückliche Menschen, 1931
- Der Scharlatan, 1932
- Der Gerechte, 1934
- Sieg der Dämonen. Ferdinand und Isabella, 1936, 2006
- Ich, der König. König Philipp II. von Spanien, 1938, 1982
- Die Kinder von Gernika, 1939, 1981
- Die Zwillinge von Nürnberg, 1947, 2004
- Die fremden Götter, 1949, 2018
- Ein Sohn des Glücks, 1955
- Die Abenteuer eines Moralisten, 1961, 2007
- Die Zeit der Narren, 1966
- Ein Mann von sechzig Jahren, 1972

### Новели и разкази
- Vergebliche Flucht und andere Novellen, 1949
- Die 30 Erzählungen von Hermann Kesten, 1962
- Dialog der Liebe, 1981
- Der Freund im Schrank, 1983

### Биографии
- Copernicus und seine Welt, 1948, 1973
- Casanova, 1952
- Meine Freunde die Poeten, 1953, 2006
- Der Geist der Unruhe, 1959
- Dichter im Café, 1959, 2014
- Filialen des Parnaß, 1961
- Lauter Literaten, 1963
- Die Lust am Leben. Boccaccio, Aretino, Casanova, 1968
- Ein Optimist, 1970
- Hymne für Holland, 1970
- Revolutionäre mit Geduld, 1973

### Пиеси
- Maud liebt beide, 1928
- Admet, 1928
- Babel oder Der Weg zur Macht, 1929
- Wohnungsnot oder Die Heilige Familie, 1930
- Einer sagt die Wahrheit, 1930
- Wunder in Amerika (zus. mit Ernst Toller), 1931

### Стихотворения
- Ich bin, der ich bin. Verse eines Zeitgenossen, 1974
- Ein Jahr in New York

### Есета
- Fünf Jahre nach unserer Abreise In: Das neue Tagebuch, 1938
- Wir Nürnberger, Erste Nürnberger Rede, 1961
- Zwanzig Jahre danach, Zweite Nürnberger Rede, 1965

## Награди и отличия
- 1950: Член на Академията на науките и литературата в Майнц
- 1952: Член-кореспондент на Немската академия за език и литература в Дармщат
- 1954: „Нюрнбергска награда“
- 1974: „Награда Георг Бюхнер“
- 1977: „Награда Нели Закс“ на град Дортмунд
- 1978: Почетен доктор на Университет Ерланген-Нюрнберг
- 1980: Почетен гражданин на град Нюрнберг
- 1982: Почетен доктор на Свободен университет Берлин

По случай 85-ата годишнина на своя почетен президент немският ПЕН клуб учредява през 1985 г. международната литературна награда Херман Кестен.